# حرب الشمال العظمى
الحرب الشمالية العظمى (1700-1721) كانت حربا تواجه فيها الإمبراطورية الروسية والدنمارك-النروج والكومنولث البولندي اللتواني وساكسونيا ضد الإمبراطورية السويدية للهيمنة على بحر البلطيق. انتهت الحرب بهزيمة السويد في 1721 لتترك روسيا كقوة عظمى جديدة في بحر البلطيق وكلاعب سياسي مهم في أوروبا. بدأت الحرب بهجوم التحالف على السويد في 1700 وانتهت في 1721 بمعاهدة نيستاد ومعاهدة ستوكهولم.
خلال الحرب الشمالية العظمى (1721/1700)، تشكل تحالف من مجموعة من الدول التي أرادت القضاء على التفوق والسيطرة السويدية في منطقة وسط وشرق أوروبا، وقد تشكل هذا التحالف (دول الائتلاف) من الإمبراطورية الروسية (بطرس الأكبر)، مملكة الدانمارك-النرويج (فريديريك IV)، ساكسونيا، مملكة بولندا-ليثوانيا (أغسطس الأعظم). وقد انسحب من هذا الائتلاف كل من فريديريك IV وأغسطس وذلك ما بين عامي 1700 و 1709 إثر هزيمة روسيا في معركة نارفا، ولكنهما عاودا الانضمام في عام 1709 (بعد هزيمة السويد في معركة بولتافا). وقد تعزز هذا التحالف بعد انضمام كل من هانوفر (جورج I) ومملكة براندنبورغ-بروسيا وبريطانيا العظمى في أعوام 1714 و 1715 و 1717 على التوالي.
وأما على الجهة السويدية فقد انضمت في حربها كل من هولستين-غوتورب (1704 و 1710) ومملكة بولندا-ليثوانيا (تحت حكم الملك ستانيسلو لييسزينسكي) في ما بين عامي 1708 و 1710، والكوساك، أما الدولة العثمانية فقد دخلت الحرب بعد أن آوت الملك السويدي كارل الثاني عشر.
انطلقت الحرب بهجوم ثلاثي على منطقة هولستن-غوتروب في منطقتي لينوفيا وإنغيريا السويديتين، من قبل الدانمارك-النرويج وساكس-بولونيا-ليثوانيا وروسيا، إلا أن هذه الهجمات قد توقفت حيث تمكنت القوات السويدية من رد الهجوم الدنماركي والروسي في موقعتي ترافيندال ونارفا التي هزمت فيها روسيا، وبعد ذلك ردت السويد الهجوم البولندي حيث دفعت الملك أغسطس إلى الوراء عبر بولندا-ليثوانيا حيث هزمت قواته في معركة ألترانستادت أما بطرس الأكبر الذي هزم في معركة نارفا فقد عاد إلى روسيا ليجمع جيشه من جديد حيث فرض قوانين صارمة كالرفع من الضرائب وزيادة سنوات الخدمة العسكرية التي وصلت إلى واحد وعشرين سنة (و التي كانت بمنزلة حكم بالإعدام بالنسبة للمجندين) وبدأ بإرسال قواته في هجمات متقطعة نحو الأراضي السويدية (التي صدت بأكملها) قصد إكساب جيشه الخبرة على القتال...وبعد أن أصبح جيشه جاهزا هاجم المقاطعات البلطيقية السويدية حيث نجح في الوصول إلى بحر البلطيق وقام ببناء مدينة سانت بطرسبرغ. وبعد ذلك تحرك شارل الثاني عشر من بولندا-ليثوانيا واتّجه صوب روسيا (وقد كان الملك شارل الثاني عشر قد ارتكب أكبر خطئ عسكري في حياته حيث ترك بطرس الأكبر يعود إلى روسيا ليجمع قواته من جديد بعد موقعة نارفا حيث قال بأن روسيا أضعف من أن يقاتلها واتّجه نحو الأقوى بولندا-ليثوانيا) لكي يواجه بطرس، ولكن هذه الحملة توقفت بعد الهزيمة التي تلقاها الجيش السويدي في معركة بولتافا وعلى إثرها تراجع الملك السويدي شارل الثاني عشر إلى الوراء حيث اتّجه مع قواته إلى الدولة العثمانية. وخلال مطاردة الجيش الروسي للقوات السويدية توقف الجيش الروسي في بورث حيث وجد الجيش العثماني هناك (وقد أدى هذ إلى دخول الملك العثماني في الحرب ضد روسيا وذلك بعد إلحاح من الملك السويدي).
بعد معركة بولتافا أعادت دول الائتلاف تنظيم صفوفها، وقد تعزز ذلك بانضمام كل من هانوفر وبراندنبورغ-بروسيا وبريطانيا العظمى. أما القوات السويدية المتبقية في منطقة جنوب شرق البلطيق فقد تعرضت للهجوم حيث انقلب بعض الحلفاء إلى أعداء.

## خلفية
أنشأت السويد إمبراطورية على بحر البلطيق تركزت على خليج فنلندا، بين عامي 1560 و 1658، وضمت مقاطعات كاريليا، وإنغيريا، وإستونيا، وليفونيا. خلال حرب الثلاثين عامًا، اكتسبت السويد مساحاتٍ في ألمانيا أيضًا، من ضمنها بوميرانيا الغربية، وفيسمار، ودوقية بريمن، وفردن نيدرزاكسن. خلال الفترة نفسها، غزت السويد المقاطعات الدنماركية والنرويجية شمال مضيق أوريسند (1645 ؛ 1658). قد تُعزى هذه الانتصارات إلى الجيش المدرب تدريبًا جيدًا، والذي على الرغم من حجمه الصغير نسبيًا، كان أكثر احترافيةً بدرجات من معظم الجيوش الأوروبية، وتعزى أيضًا إلى تحديث الإدارة (المدنية والعسكرية) خلال القرن السابع عشر، الأمر الذي مكن النظام الملكي من تسخير موارد البلاد وإمبراطوريتها بطريقة فعالة. أثناء القتال في الميدان، تمكن الجيش السويدي ( والذي كان عدد المرتزقة الألمان والاسكتلنديين ضمنه، في حرب الثلاثين عامًا، أكبر من عدد السويديين، ولكنه تحت إدارة التاج السويدي) من القيام بحملات زحف سريعة ومستمرة عبر مساحات كبيرة من الأرض، وتمكن من الحفاظ على معدل عالٍ من نيران الأسلحة الصغيرة نتيجة لبراعة التدريبات العسكرية.
غير أن الدولة السويدية أثبتت في النهاية أنها غير قادرة على دعم جيشها والحفاظ عليه خلال حرب طويلة. اقتُرحت الحملات العسكرية في القارة على أساس أن الجيش سيصبح ذاتي التمويل من خلال عمليات النهب وفرض الضرائب على الأراضي المغتنمة حديثًا، وهذا المبدأ كان مشتركًا لدى معظم القوى الكبرى في تلك الفترة. ثبت أن تكلفة الحرب أعلى بكثير مما يمكن للدول المُحتلة أن تموله، واستنزفت خزائن السويد ومواردها من القوى العاملة في نهاية المطاف في خضم النزاعات الطويلة.
أدت التدخلات الأجنبية في روسيا خلال فترة الاضطرابات إلى مكاسب لصالح السويد في معاهدة ستولبوفو (1617). حرمت المعاهدة روسيا من الوصول المباشر إلى بحر البلطيق. بدأت الثروات الروسية في التراجع في السنوات الأخيرة من القرن السابع عشر، ولا سيما مع وصول بطرس الأكبر إلى السلطة، الذي تطلع إلى معالجة الخسائر السابقة وإعادة التأسيس لوجودهم على بحر البلطيق. في أواخر تسعينيات القرن التاسع عشر، تمكن المغامر يوهان باتكول من جمع روسيا مع الدنمارك وساكسونيا بموجب معاهدة بريابراجينسكي السرية، وفي عام 1700 هاجمت القوى الثلاث.

## الأحزاب المتعارضة

### المعسكر السويدي
خلف كارل الثاني عشر، كارل الحادي عشر ملك السويد في عام 1697، وعمره 14 عامًا. وتولى من سلفه، الإمبراطورية السويدية بصفة ملك ذو سلطة مطلقة. حاول كارل الحادي عشر إبقاء الإمبراطورية خارج الحروب، وركز على الإصلاحات الداخلية مثل الانتزاع والتخصيص، والتي عززت مكانة الملك والقدرات العسكرية للإمبراطورية. امتنع كارل الثاني عشر عن كل أنواع الترف، والكحول، واستخدام اللغة الفرنسية، لأنه اعتبر هذه الأشياء منحلة وغير ضرورية. كان يفضل حياة الجندي العادي على ظهور الخيل، على حياة المجالس الباروكية المعاصرة. سعى بإصرار إلى تحقيق هدفه المتمثل في خلع أعدائه عن عروشهم، الذين اعتبرهم غير جديرين بها بسبب وعودهم الكاذبة، وبالتالي رفض العديد من الفرص التي أتيحت لإحلال السلام. خلال الحرب، كان أهم القادة السويديين إضافةً كارل الثاني عشر، صديقه المقرب كارل غوستاف رينسكولد، وكذلك ماغنوس ستينبوك، وآدم لودفيج لوينهاوبت.
كان كارل فريدريك، نجل فريدريك الرابع، دوق هولشتاين-غوتوب (ابن عم كارى الثاني عشر) وهيدفيغ صوفيا، ابنة كارل الحادي عشر ملك السويد، وريثا العرش السويدي منذ عام 1702. وقد تولى العرش عقب وفاة كارل الثاني عشر في عام 1718، ولكن حلت أولريكا إليونورا محله.كان كارل فريدريك متزوجًا من ابنة بيتر الأول، آنا بيتروفنا.
كان إيفان مازيبا هتمانًا قوزاقيا أوكرانيًا قاتل من أجل روسيا لكنه انشق إلى صف كارل الثاني عشر في عام 1708. مات مازيبا في عام 1709 في المنفى العثماني.

### معسكر الحلفاء
أصبح بطرس الأكبر قيصرًا في عام 1682 بعد وفاة أخيه الأكبر فيودور الثالث، لكنه لم يصبح الحاكم الفعلي حتى عام 1689. بدأ في إصلاح البلاد، وتحويل روسيا القيصرية إلى إمبراطورية حديثة تعتمد على التجارة وعلى قوات برية وبحرية قوية ومحترفة. وسع مساحة روسيا بشكل كبير خلال فترة حكمه وأمَّن منفذًا إلى بحر البلطيق والبحر الأسود وبحر قزوين. من القادة الروس الرئيسيون بالإضافة إلى بيتر كان هناك ألكسندر دانيلوفيتش مينشيكوف، وباريس شيريميتيف.
حصل أغسطس الثاني القوي، ناخب ساكسونيا واحد أولاد عم كارل الثاني عشر، على التاج البولندي بعد وفاة الملك يوحنا الثالث سوبياسكي في عام 1696. ولم تتحقق طموحاته في تحويل الكومنولث البولندي الليتواني إلى ملكية مطلقة بسبب الطبيعة المندفعة للنبلاء البولنديين والقوانين التي شرعت سابقًا والتي قللت من سلطة الملك. أصبح لقاءه مع بطرس الأكبر في راوا راسكا في سبتمبر عام 1698، حيث وضعت خطط مهاجمة السويد، أسطوريًا بسبب انحطاطه.
خلف فريدريك الرابع ملك الدنمارك والنرويج، وهو أحد أبناء عم كارل الثاني عشر، كريستيان الخامس في عام 1699 واستمر في سياساته المعادية للسويد. بعد الاخفاقات التي حدثت في عام 1700، ركز على تغيير دولته، ذات السلطة الملكية المطلقة، بطريقة مشابهة لكارل الحادي عشر في السويد. لم يحقق هدفه الرئيسي: وهو استعادة المقاطعات الشرقية الدنماركية السابقة التي خسروها أمام السويد في القرن السابع عشر. لم يكن قادرًا على الاحتفاظ بشمال بوميرينيا السويدية الدنماركية منذ عام 1712 حتى عام 1715. وضع حدًا للتهديد السويدي لجنوب الدنمارك. أنهى العمل بإعفاء السويد من رسوم مضيق أوريسند (ضرائب المرور العابر/التعريفات الجمركية على البضائع المنقولة بين بحر الشمال وبحر البطليق).
دخل فريدرش فيلهلم الأول الحرب بصفته ناخبًا لبراندنبورغ وملكًا في مملكة بروسيا – حصل على اللقب الملكي في عام 1701. كان عازما على الحصول على مصب نهر الأودر مع مجراه إلى بحر البلطيق من أجل مناطق براندنبورغ الأساسية، وهو ما كان هدفا للدولة منذ قرون.
انتهز جورج الأول من آل هانوفر، ناخب هانوفر، وملك بريطانيا العظمى وأيرلندا منذ عام 1714، الفرصة لربط جمهوره الألماني الذين يعيشون في بلدان غير ساحلية ببحر الشمال.

### حجم الجيش
في عام 1700، كان لدى كارل الثاني عشر جيش دائم قوامه 77000 رجل (بناءً على التدريب السنوي). بحلول عام 1707، تضخم هذا العدد إلى ما لا يقل عن 120 ألفًا على الرغم من الخسائر.
كانت روسيا قادرة على حشد جيش أكبر لكنها لم تستطع تفعيله كله دفعةً واحدة. كان نظام التعبئة العسكرية الروسية غير فعال وكانت الدولة المتوسعة بحاجة إلى وجود قوى دفاع في العديد من المواقع. ستكون التعبئة العسكرية الكبيرة التي ستكفي لتغطية الأراضي الشاسعة لروسيا غير واقعية. حاول بيتر الأول رفع معنويات جيشه لتوازي المستويات السويديين. ساهمت الدنمارك بعشرين ألف رجل في غزوهم هولشتاين-غوتوب وبأكثر من ذلك على جبهات أخرى. استطاعت بولندا وساكسونيا حشد أكثر من 100000 رجل.

## 1716-1718: النرويج

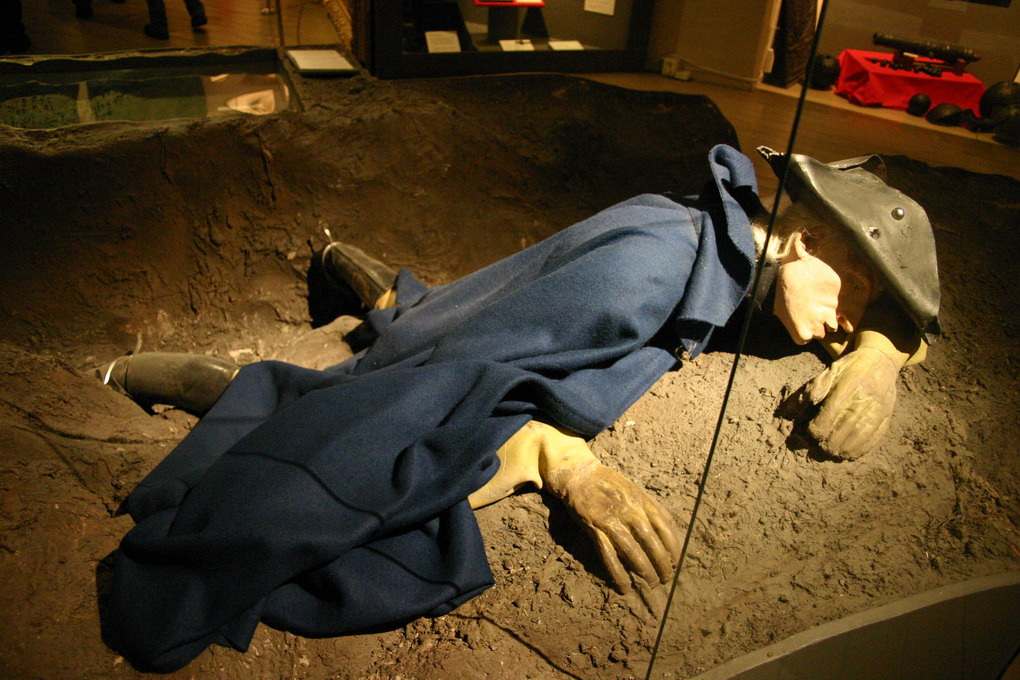
مقتل كارل الثاني عشر ملك السويد، خلال حصار حصن فردركستين عام 1718.

بعد عودة كارل الثاني عشر من الدولة العثمانية واستئنافه الإشراف الشخصي للمجهود الحربي، دشن حملتين نرويجيتين، بدأت في فبراير 1716، لإجبار الدنمارك-النرويج على معاهدة سلام منفصلة. علاوة على ذلك، حاول منع بريطانيا العظمى من الوصول إلى بحر البلطيق. وبحثاً عن حلفاء، تفاوض كارل الثاني عشر أيضاً مع حزب آل ستيوارت البريطاني. فأدى هذا لإعلان بريطانيا العظمى الحرب على السويد سنة 1717. توقفت الحملات النرويجية وانسحب الجيش بعد قتل كارل الثاني عشر أثناء حصار حصن فردركستين النرويجي في 30 نوفمبر 1718. وقد خلفته شقيقته أولريكا إليونورا.

## 1713–1721: فنلندا

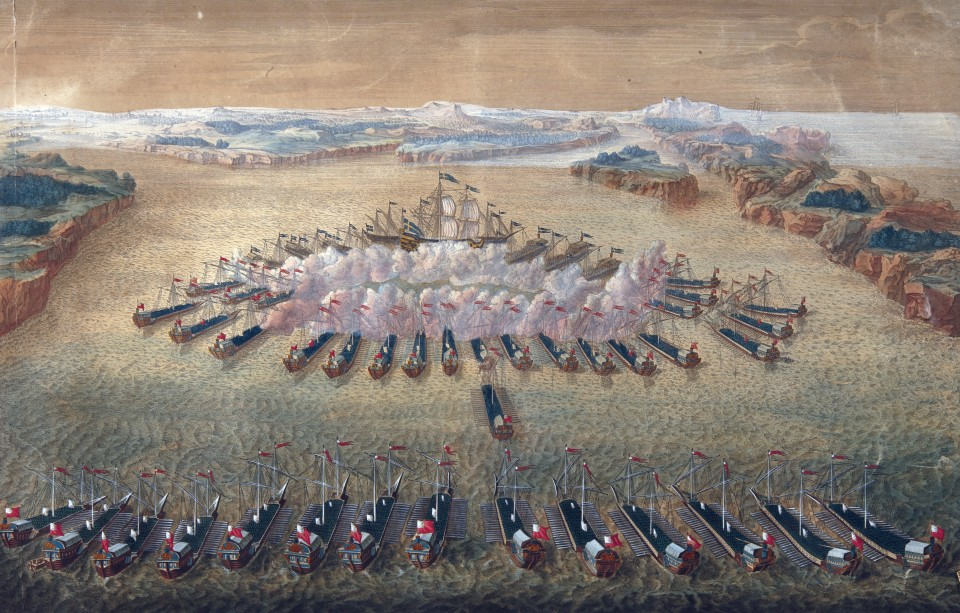
معركة غانغوت (هانكو)

في سنة 1714، تمكنت سفينة بطرس الأكبر ذات المجاذيف من أسر مفرزة صغيرة للقوات البحرية السويدية في أول انتصار للبحرية الروسية بالقرب من هانكو. إحتل الجيش الروسي معظم فنلندا في 1713-1714، وكانوا قد استولوا على فيبورغ سنة 1710. كان الموقف الأخير للقوات الفنلندية في معركة ستوركورو وائل عام 1714 في إيسوكورو، بوهيانما. تـُعرَف فترة احتلال فنلندا بين عامي 1714-1721 بالغضب الكبير.